# Mingus Moves
Mingus Moves è uno degli ultimi album di Charles Mingus registrato il 29, 30 e 31 ottobre del 1973.

## Tracce
Tutti i brani sono stati composti da Charles Mingus, eccetto dove indicato.
1. Canon – 5:28
2. Opus 4 – 6:39
3. Moves – 3:43 (Doug Hammond)
4. Wee – 8:57 (Sy Johnson)
5. Flowers for a Lady – 6:44 (George Adams)
6. Newcomer – 7:13 (Don Pullen)
7. Opus 3 – 10:26

### Bonus Track CD(1993)
Nella ristampa in CD del 1993 sono state aggiunte altre due tracce non comprese nell'edizione originale, ma incise durante la stessa sessione di registrazione.
1. Big Alice – 7:13 (Don Pullen)
2. The Call – 7:15 (autore ignoto)

## Formazione
- Charles Mingus – contrabbasso
- Ronald Hampton – tromba
- George Adams – sassofono tenore e flauto
- Don Pullen – pianoforte
- Dannie Richmond – batteria
- Honey Gordon – voce

## Personale tecnico
- Bob Defrin – Art director dell'album originale
- Giuseppe G. Pino - Foto
- Geoff Gans – Art director dell'edizione in CD